# ناحیه تاهوآ
ناحیه تاهوآ (به لاتین: Tahoua Region) یک منطقهٔ مسکونی در نیجر است که در نیجر واقع شده‌است. ناحیه تاهوآ ۱۰۶٬۶۷۷ کیلومتر مربع مساحت و ۲٬۷۴۱٬۹۲۲ نفر جمعیت دارد.